# マグヌス・マクシムス
マグヌス・マクシムス（Magnus Maximus, 335年頃 - 388年）は、西ローマ帝国の皇帝（在位：383年-388年）である。一説にテオドシウス1世とは又従兄弟同士にあたり、テオドシウス朝の血脈に連なる人物とされている。

## 人物
マグヌス・マクシムスは、ヒスパニア北西部のガリシアで生まれた。368年頃から大テオドシウスのブリタンニア遠征に従い活躍を示し、373年には大テオドシウスによるマウレタニアでのフィルムス討伐にも参加した。大テオドシウスが処刑された376年以降はブリタンニアでサクソン人やピクト人、スコットランド人らを相手に戦功を重ねた。
383年頃、マクシムスはブリタンニアのローマ軍団によって皇帝として宣言された。皇帝となったマクシムスは息子フラウィウス・ウィクトルを共同皇帝とし、ブリタンニアの軍団を引き連れてガリアへ侵攻すると、ルグドゥヌムにて西帝グラティアヌスを捕らえて処刑した。
マクシムスによってグラティアヌスが殺害されると、グラティアヌスによって帝国東方へ派遣されていたフランク人の将軍バウトが東帝テオドシウス1世の軍団を率いてイタリアへと引き返し、マキシムスと対陣した。しかし大テオドシウスの子であるテオドシウス1世にはマクシムスと争う意思がなかったようで、テオドシウスはミラノ司教アンブロシウスを調停役としてマクシムスと和議を結んだ。さらに翌384年にはテオドシウス自らイタリアへと赴き、マクシムスを共同皇帝と認めるようグラティアヌスの異母弟ウァレンティニアヌス2世を説得した。
マクシムスはテオドシウス1世とウァレンティニアヌス2世からブリタンニア、ガリア、ヒスパニア、アフリカの統治権を認められたが、それに飽き足らず、387年に突如としてウァレンティニアヌス2世をイタリアから追放して強引にイタリアをも支配下に置いた。ウァレンティニアヌス2世はテッサロニキのテオドシウス1世のもとへと逃亡し、当時15歳前後であった妹のガッラをテオドシウスに差し出すことでテオドシウスにマクシムスと戦うことを約束させた。
翌388年にテオドシウスがリコメルやアルボガストらを率いて侵攻してくると、マクシムスはテオドシウスをパンノニアで迎え撃ったが立て続けに敗れてアクイレイアへと逃亡し、間もなく捕らえられて8月28日に処刑された。トリーアにいたウィクトルもアルボガストによって捕らえられ、ほぼ同時期に処刑された。
マクシムスの処刑後、元老院ではマクシムスに対するダムナティオ・メモリアエが決議された。マクシムスが妻を持っていたことはトゥールのマルティヌスの記録により確実視されているが、彼女の名前や、彼女がどうなったのかは不明である。マクシムスの娘たちと母親とは助命されたようであり、彼女達の子孫からはペトロニウス・マクシムスやオリブリオスが出たとされる。
マクシムスはケルト人の伝承では英雄視されており、アーサー王伝説ではアーサー王の先祖の一人とされている。